# 舊斯丁

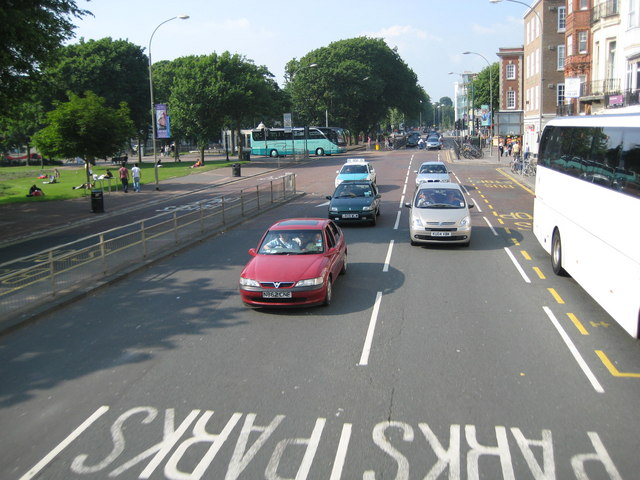

舊斯丁（英語：Old Steine，發音：/ˈstiːn/）是英格蘭东萨塞克斯郡白禮頓市中心的一条主干道，同時為通往倫敦的A23車道的南端。道路北始於英皇閣，即與愛德華街的交界、喬治四世像前；南止於通往海滨大道（Marine Parade）、布莱顿海滨和宮殿碼頭的迴旋處。舊斯丁包圍著同名的花園，旁邊坐落布莱顿巴士的總站。